# Eugenia alagoensis
Eugenia alagoensis är en myrtenväxtart som först beskrevs av Otto Karl Berg, och fick sitt nu gällande namn av Joáo Rodrigues de Mattos. Eugenia alagoensis ingår i släktet Eugenia och familjen myrtenväxter. Inga underarter finns listade i Catalogue of Life.